# 本·雷·卢汉
本·雷·卢汉（Ben Ray Luján；1972年6月7日—），生于美国新墨西哥州圣菲，美国政治人物，民主党党员。自2021年成為新墨西哥州聯邦參議員。此前他曾是美國眾議院新墨西哥州第三國會選區聯邦眾議員。他曾任職於新墨西哥州公共監督管理委員會。